# Acronicta similana
Acronicta similana là một loài bướm đêm trong họ Noctuidae.